# Hedyotis acutangula
Hedyotis acutangula là một loài thực vật có hoa trong họ Thiến thảo. Loài này được Champ. ex Benth. mô tả khoa học đầu tiên năm 1852.